# کورتن‌هوفن
کورتن‌هوفن (به هلندی: Kortenhoeven) یک منطقهٔ مسکونی در هلند است که در زیدریک واقع شده‌است. کورتن‌هوفن ۱۵۰ نفر جمعیت دارد.